# 감곡초등학교 (전북)
감곡초등학교는 대한민국 전북특별자치도 정읍시 감곡면 방교리에 있는 공립 초등학교이다.

## 학교 연혁
- 1931년 6월 1일 감곡공립보통학교 개교(설립인가 5월 28일)
- 1938년 4월 1일 감곡공립심상소학교로 개칭
- 1941년 4월 1일 감곡공립국민학교로 개칭
- 1981년 3월 1일 병설유치원 개원
- 1996년 3월 1일 감곡초등학교로 개칭
- 1999년 3월 1일 대룡초등학교 통폐합
- 2010년 3월 1일 용곽초등학교 통폐합
- 2017년 2월 10일 제83회 졸업(총 졸업생 8,636명)
- 2017년 3월 1일 제34대 안경상 교장 부임
- 2017년 3월 1일 초등학교 7(1)학급, 유치원 1학급 편성
- 2021년 3월 1일 제 35대 김두선 교장 부임
- 2022년 2월 9일 제88회 졸업 (총 졸업생 8,655명)
- 2022년 3월 1일 전라북도교육청 공모형 혁신학교 지정 운영
- 2022년 3월 1일 초등학교 6학급, 유치원 1학급 편성

## 참고 자료
- 감곡초등학교 - 한국교육학술정보원 학교알리미